# Fantasy Records
Fantasy Records war ein amerikanisches Musiklabel, das 1949 von Max und Sol Weiss in San Francisco, Kalifornien gegründet wurde. Als Sublabel kam 1951 Galaxy Records hinzu.
Anfangs wurden hauptsächlich Jazz-Platten veröffentlicht, u. a. von Dave Brubeck, Gerry Mulligan, Chet Baker und Cal Tjader. Aber auch die Folk Sängerin Odetta, die Beat-Poeten Lawrence Ferlinghetti, Allen Ginsberg und der Komiker Lenny Bruce.
1967 übernahm Saul Zaentz, seit 1955 im Vertrieb bei Fantasy, mit Hilfe einer Reihe von Investoren das Unternehmen von den Gründern. Wenig später nahm er Creedence Clearwater Revival unter Vertrag, die mit ihrem immensen Erfolg dem Label zu einem beachtlichen Wachstum verhalfen.
Das Geld wurde in den 1970er Jahren vom damaligen Präsidenten Ralph Kaffel genutzt, um angesehene Jazz-Labels zu übernehmen. 1972 kaufte Fantasy die Rechte an den Aufnahmen und Markennamen der beiden Orrin-Keepnews-Label Riverside und Milestone. Keepnews selbst wurde in den 1970er Jahren Head of Artists and Repertoire. Außerdem wurde Prestige Records und Debut Records übernommen. Wichtige Jazzmusiker wie Bill Evans, Miles Davis, Thelonious Monk, John Coltrane und das Modern Jazz Quartet waren damit im Katalog. In den 1980er Jahren wurden diese im Sublabel Original Jazz Classics wiederveröffentlicht. 1980 brachte man sogar alle Miles Davis Prestige-Aufnahmen in einer Box heraus.
1977 wurde das Soul-Label Stax übernommen (u. a. Isaac Hayes), 1984 das Jazz-Label Contemporary Records aus Los Angeles (u. a. mit Westcoast-Musikern wie Shelly Manne, Art Pepper) und 1987 das Pablo-Label von Norman Granz (u. a. Ella Fitzgerald, Sarah Vaughan, Oscar Peterson, Count Basie) aus Los Angeles. Auch in den 1990er Jahren wurde die Expansion fortgesetzt. Fantasy übernahm 1991 das 1946 gegründete Label Specialty Records aus Los Angeles (u. a. Little Richard, Sam Cooke) und 1995 zwei Roots-Music Labels – Kicking Mule von ED Denson und vom Gitarristen Stefan Grossman und Takoma des Gitarristen John Fahey (1959 gegründet).
Im Jahr 2004 wurde Fantasy an ein Konsortium unter der Führung von Norman Lear verkauft und ging in Concord Records auf.